# Lagopède d'Écosse
Lagopus scotica
Espèce
Le Lagopède d'Écosse (Lagopus scotica) est une espèce du Lagopède qui vit en Grande-Bretagne et en Irlande. Il était autrefois considéré comme une sous-espèce du Lagopède des saules (Lagopus lagopus) mais a été élevé au rang d'espèce par le COI en 2024.

## Morphologie
Le Lagopède d'Écosse est un oiseau terrestre, à peu près de la taille et de la forme d'un poulet, avec un court bec épais et de courtes pattes. Il est bien adapté au froid qui règne sur les landes dans lesquelles il vit, des plumes lui couvrant les narines et les pattes et même, en hiver, les doigts. Son plumage densément barré et taché lui permet de se camoufler dans la végétation et le dissimule aux prédateurs comme les rapaces ou à ses pires ennemis, les chasseurs. Le mâle est brun rougeâtre foncé taché de noir. La tête est assez petite, le bec court. Les plumes blanches des pattes s'étendent jusqu'aux doigts. La femelle, plus pâle, est chamois. Mâle et femelle portent des caroncules rouges au-dessus de l'œil, plus importantes chez le mâle. Le lagopède d'Écosse se distingue du lagopède des saules par des ailes entièrement sombres dessus durant toute l'année et par la faible étendue du blanc sur le ventre. Il ne possède pas de plumage internuptial blanc.

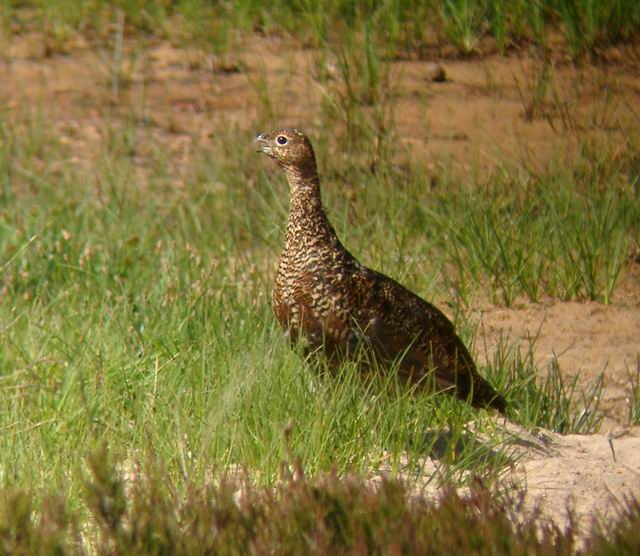
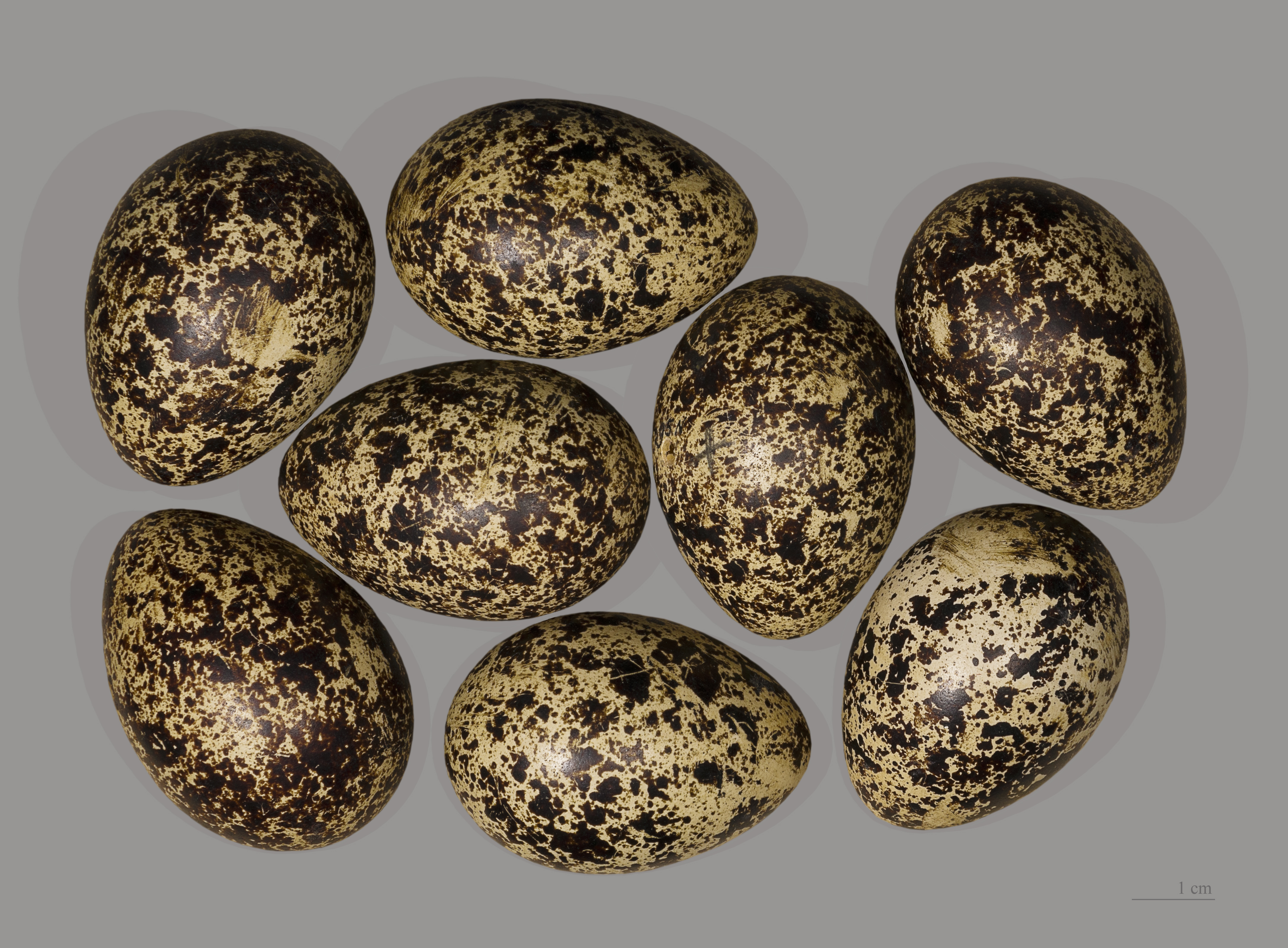
Œufs de Lagopède d'Écosse Muséum de Toulouse.